# Khūyeh-ye Soflá
Khūyeh-ye Soflá (persiska: خويِه, Khūyeh Pā’īn, خويِه پائين, خُّيِه, خویه سفلی) är en ort i Iran.   Den ligger i provinsen Chahar Mahal och Bakhtiari, i den centrala delen av landet, 400 km söder om huvudstaden Teheran. Khūyeh-ye Soflá ligger 2 091 meter över havet och antalet invånare är 855.
Terrängen runt Khūyeh-ye Soflá är huvudsakligen bergig, men åt sydost är den kuperad. Terrängen runt Khūyeh-ye Soflá sluttar västerut. Runt Khūyeh-ye Soflá är det glesbefolkat, med 14 invånare per kvadratkilometer. Khūyeh-ye Soflá är det största samhället i trakten. Trakten runt Khūyeh-ye Soflá består i huvudsak av gräsmarker.